# Tscherlitzkys Choralbuch
Tscherlitzkys Choralbuch är en koralbok från 1825. Okänt om Tscherlitzky är en kompositör eller om boken är skriven av Joseph Gratz (1760-?) som tillskrivs en komposition i skriften, vilken används enligt 1921 års koralbok med 1819 års psalmer för psalm nr 44 som endast publicerades i den psalmboken.

## Psalmer
- Ack, vi äro alla Adams barn (1819 nr 44)